# ثمن الخوف (مسلسل)
ثمن الخوف مسلسل مصري اجتماعي أنتج سنة 1988 بطولة نور الشريف بدور (جابر) وجميل راتب (تهامي) والمنتصر بالله (أحمد عبيس) وهالة فؤاد (نبيلة) وأمينة رزق.

## الاحداث
تدور أحداث المسلسل عن نور الشريف الذي عاد يائسا إلى بلدته تسمى عزبة السلاميه (رأس غارب) حاليا بعد عدة سنوات عاشها مغتربا. يقع في غرام "نبيلة" رغم ظروفه المادية الحرجة. شب حريق هائل في أحد أبار البترول مما أصاب سكان البلدة بالخوف والفزع وسرعان ما يتطوع منها إتنين (نور الشريف وجميل راتب) لقيادة السيارات الكينور لنقل مادة شديدة الانفجار (النيتروجلسرين) لمنطقة أعمال حفر لإستخراج البترول والغرض توصيل المادة لمنع انفجار بئر بترولي مقابل مبلغ مالي ضخم 3000 جنيه آنذاك يمكنه من الزواج من "نبيلة" وبناء مستقبله الجديد الذي كان ينتظره عقب هذه الرحلة الشاقة.